# Haute Couture (EP)
Haute Couture è il secondo EP delle MiSaMo, subunità del girl group sudcoreano Twice, pubblicato il 6 novembre 2024.

## Tracce
1. Identity – 2:20
2. Runway – 2:43
3. Wah Wah Wah – 3:07
4. Baby, I'm Good – 2:59
5. Daydream – 2:45
6. New Look – 3:16 – cover di Namie Amuro
7. Jealousy – 3:19

Tracce esclusive della versione digitale
1. Mina – Misty – 3:14
2. Momo – Money in My Pocket – 2:29
3. Sana – Mirage – 3:00